# Mofo
Mofo (skrót od motherfucker) – piosenka rockowej grupy U2, pochodząca z jej wydanego w 1997 roku albumu, Pop. Została wydana jako szósty, a zarazem ostatni singel promujący tę płytę.
"Mofo" był utworem otwierającym każdy koncert, będący częścią trasy PopMart Tour. Podczas gdy wersja studyjna była nagrana bardziej w stylu techno, wykonania na żywo miały zdecydowanie bardziej rockowe brzmienia. Piosenka wykonana na żywo znalazła się na filmie koncertowym Popmart: Live from Mexico City i albumie Hasta la Vista Baby!, będącym zapisem audio tego samego koncertu.

## Lista utworów

### Wersja 1
1. "Mofo" (Phunk Phorce Mix) – 8:43
2. "Mofo" (Mother's Mix) – 8:56
3. "If God Will Send His Angels" (The Grand Jury Mix) – 5:40

Najbardziej powszechne wydanie CD.

### Wersja 2
1. "Mofo" (Phunk Phorce Mix) – 8:43
2. "Mofo" (Black Hole Dub) – 6:45
3. "Mofo" (Mother's Mix) – 8:56
4. "Mofo" (House Flavour Mix) – 7:16
5. "Mofo" (Romin Remix) – 5:50

Wydanie na 12" w Stanach Zjednoczonych.

### Wersja 3
1. "Mofo" (Matthew Roberts Explicit Remix) – 9:08

Wydanie na 12" w Wielkiej Brytanii; numer katalogowy: 12MOFO3.